# Joan Barreda
Joan Barreda Bort (Castellón de la Plana, 11 agosto 1983) è un pilota motociclistico spagnolo ritiratosi dall'attività agonistica.

## Carriera
Pilota specializzato nei rally raid, ufficiale Honda dal 2014, nel corso della sua carriera si è aggiudicato ben 27 tappe del Rally Dakar, che lo rendono il terzo motocilista più vincente di sempre dopo Stéphane Peterhansel e Cyril Despres. Nonostante ciò, non è mai riuscito ad aggiudicarsi la vittoria finale nella competizione

### 2011-2020
Ha fatto il suo debutto al Rally Dakar nel 2011, in sella ad una Aprilia, ma è stato costretto al ritiro nel corso della seconda tappa a causa di una caduta. Nel 2012 diventa pilota ufficiale Husqvarna ma, dopo un promettente inizio che lo ha visto anche classificarsi al terzo posto nella seconda tappa, perde molto tempo a causa di alcuni problemi meccanici alla sua moto. Nonostante ciò continuerà a mantenere un ottimo ritmo per tutto il resto della competizione, vincendo la decima tappa e classificandosi all'11º posto assoluto, a 3 ore e 37 minuti dal vincitore Cyril Despres. Qualche mese dopo ha si è aggiudicato il Rally dei Faraoni, ottenendo anche tre vittorie di tappa. Successivamente si è inoltre aggiudicato la Baja spagnola.
Confermato dalla Husqvarna anche per la Dakar 2013, si prende inizialmente la testa della corsa grazie alla vittoria della seconda tappa. Problemi di navigazione nella terza tappa e un guasto alla pompa del carburante nella quinta lo relegheranno però al 17º posto finale, nonostante le vittorie della quarta, ottava e decima tappa del rally. Al traguardo finale avrà oltre 3 ore di ritardo dal vincitore Cyril Despres.

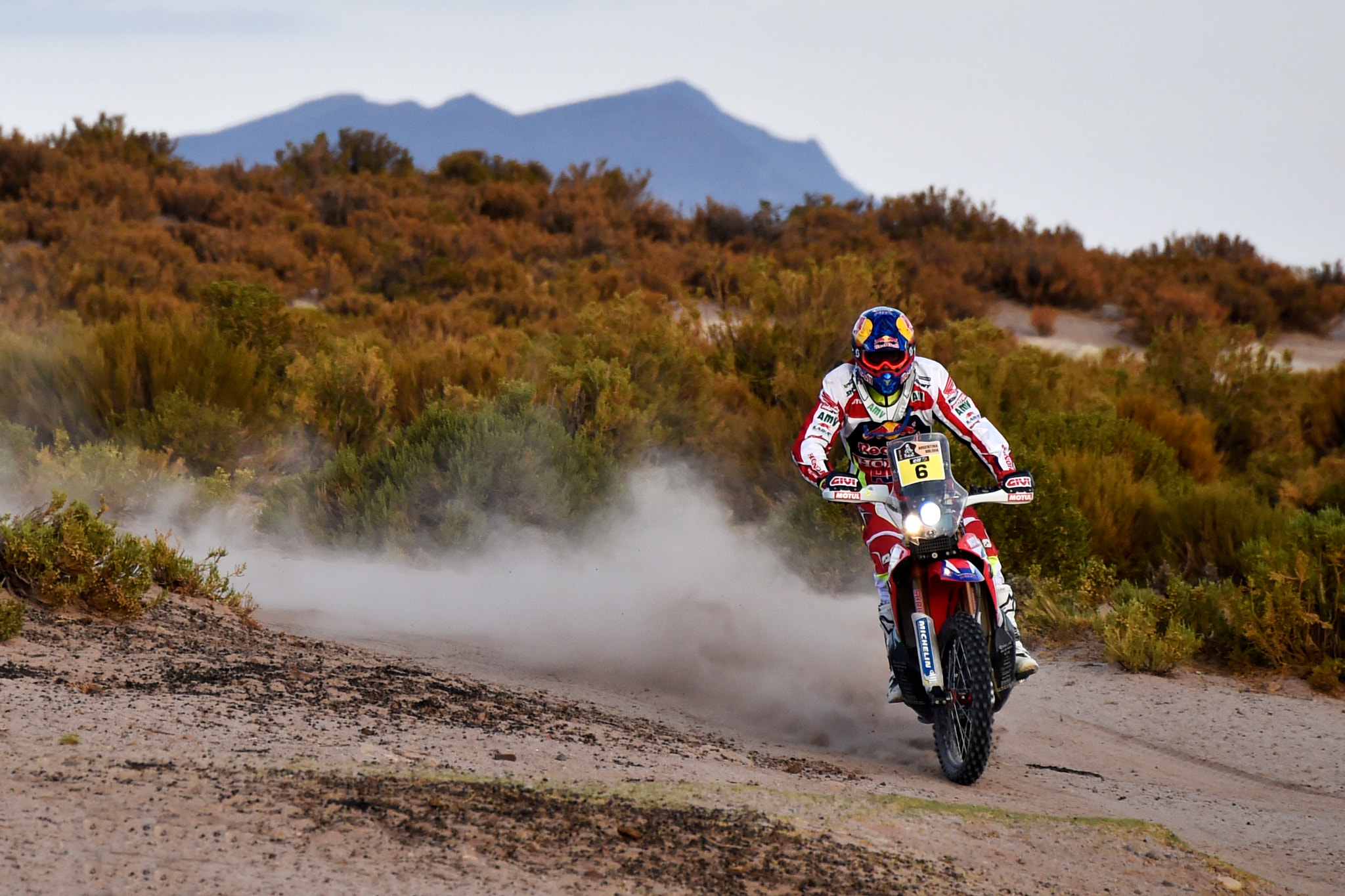
Barreda, alla guida della Honda CRF450 Rally, duranye il Rally Dakar del 2016.

Nel 2014 viene ingaggiato dalla Honda, lasciando così la Husqvarna dopo due stagioni. Nel corso della Dakar di quell'anno, Barreda guida la prima parte della corsa grazie alle vittorie di due delle prime tre tappe per poi venire superato da Marc Coma a causa di errori di navigazione nella quarta e nella quinta. Nonostante un abbondante vantaggio sugli avversari, un guasto elettrico nel corso della penultima tappa lo relegherà al settimo posto finale, a dispetto di ben 5 vittorie di tappa. Nel corso dell'anno lo spagnolo parteciperà poi a quattro rally del campionato del mondo cross country rally, aggiudicandosi il Sealine Rally e classificandosi al terzo posto finale nel campionato.
Confermato anche per il 2015, si impone immediatamente in testa alla corsa, aggiudicandosi la seconda e la quarta tappa e mantenendo un buon vantaggio sul rivale Marc Coma. Nel corso della settima tappa, tuttavia, rompe il manubrio della sua moto in seguito ad una caduta ed è costretto a disputare l'ultima parte della prova con una sola mano, perdendo la maggior parte del vantaggio accumulato sul connazionale. Nella tappa successiva, tuttavia, la sua moto subisce un ulteriore guasto che lo costringe a perdere diverse ore rispetto ai suoi avversari, vedendo così svanire ogni possibilità di vittoria. Vincerà poi anche la decima tappa, classificandosi al 17º posto finale. Successivamente a disputato il Rally di Abu Dhabi, il Rally del Qatar e il Rally del Marocco, senza però ottenere risultati degni di nota.
Si ripresenta alla Dakar 2020, che dopo 11 anni lascia il Sud America per trasferirsi in Medio Oriente. Pur mantenendosi nel gruppo di testa, perde gradualmente contatto con i primi, arrivando a metà gara in quinta posizione a poco più di 30 minuti dal compagno di squadra Ricky Brabec, leader della classifica. Nonostante un miglioramento nella seconda parte, durante la quale si aggiudica anche la decima tappa, si classifica al settimo posto a 50 minuti da Brabec.

### 2021-2025
A pochi giorni dall'inizio della Dakar 2021, Barreda ha annunciato che potrebbe essere la sua ultima in sella ad una moto. Partito ancora una volta come pilota ufficiale Honda, si mantiene per tutta la prima parte del rally nelle posizioni di testa, aggiudicandosi la seconda, quarta e sesta tappa. Arriva a metà competizione al settimo posto, a poco più di 6 minuti dal leader. Nel corso della seconda metà della gara, tuttavia, perde diverso tempo e posizioni in classifica rispetto ai rivali. Nel corso dell'ultima tappa, tuttavia, salta un punto di rifornimento a causa di un errore di navigazione e rimane successivamente senza carburante, vedendosi quindi costretto al ritiro. All'inizio della tappa si trovava in quarta posizione assoluta a 15 minuti dal leader. Nel 2022 prosegue con Honda, aggiudicandosi due tappe e chiudendo al quinto posto assoluto. il 2023, suo ultimo anno con la casa giapponese, si conclude con un ritiro. Per il 2024 passa ad Hero Motorsport senza successo. Dopo quattordici partecipazioni consecutive alla Dakar nel 2025, complice il peso di alcuni infortuni, decide di non partecipare.

## Risultati

### Rally Dakar
| Anno | Classe | Scuderia                            | Vettura              | Pos. | TV |
| ---- | ------ | ----------------------------------- | -------------------- | ---- | -- |
| 2011 | Moto   | Team Aprilia Giofil                 | Aprilia RXV450 Rally | Rit  | 0  |
| 2012 | Moto   | Husqvarna Rallye Team by Speedbrain | Husqvarna TE449 RR   | 11º  | 1  |
| 2013 | Moto   | Husqvarna Rallye Team by Speedbrain | Husqvarna TE449 RR   | 17º  | 4  |
| 2014 | Moto   | HRC Rally                           | Honda CRF450 Rally   | 7º   | 5  |
| 2015 | Moto   | HRC Rally                           | Honda CRF450 Rally   | 17º  | 3  |
| 2016 | Moto   | Team HRC                            | Honda CRF450 Rally   | Rit  | 1  |
| 2017 | Moto   | Monster Energy Honda Team           | Honda CRF450 Rally   | 5º   | 4  |
| 2018 | Moto   | Monster Energy Honda Team           | Honda CRF450 Rally   | Rit  | 3  |
| 2019 | Moto   | Monster Energy Honda Team 2019      | Honda CRF450 Rally   | Rit  | 1  |
| 2020 | Moto   | Monster Energy Honda Team 2020      | Honda CRF450 Rally   | 7°   | 2  |
| 2021 | Moto   | Monster Energy Honda Team 2021      | Honda CRF450 Rally   | Rit  | 3  |
| 2022 | Moto   | Monster Energy Honda Team 2022      | Honda CRF450 Rally   | 5º   | 2  |
| 2023 | Moto   | Monster Energy JB Team              | Honda CRF450 Rally   | Rit  | 1  |
| 2024 | Moto   | Hero MotoSports Team Rally          | Hero 450 Rally       | Rit  | 0  |